# Jeffrey Hunter
Jeffrey Hunter (nascut Henry Herman McKinnies Jr.; 25 de novembre de 1926 - 27 de maig de 1969) va ser un actor i productor de cinema i televisió estatunidenc conegut pels seus papers en pel·lícules com Centaures del desert i Rei de reis. A la televisió, Hunter és conegut pel seu paper de 1965 com a capità Christopher Pike a l'episodi pilot  La gàbia de Star Trek: La sèrie original.

## Primers anys
Hunter va néixer a Nova Orleans, Louisiana, fill d'Edith Lois (de soltera Burgess) i Henry Herman McKinnies. La seva família era d'ascendència escocesa. Després de 1930, es va criar a Milwaukee, Wisconsin, on es va graduar a la Whitefish Bay High School. Va participar en esports escolars i va començar a actuar al teatre i la ràdio locals a la seva primera adolescència.(pp5–6)
De 1942 a 1945, va passar els estius actuant en petits papers per a una companyia de teatre d'estiu de Nova York anomenada Northport Players. Va debutar professionalment a la ràdio durant el seu últim any d'institut en un programa anomenat "Those Who Serve", interpretant un G.I.. Després de graduar-se de l'institut el 1945, Hunter es va unir a la Marina dels Estats Units. Va completar un curs de radar naval a l'Escola Tècnica de Ràdio i va ser assignat a la Divisió de Comunicacions, Quarter General del Novè Districte Naval a Great Lakes (Illinois). Tot i que va servir durant la Segona Guerra Mundial, no va participar en cap servei de batalla a causa d'una fractura a l'os de l'arc del peu que va patir en una lesió a l'equip de futbol americà de l'institut.

### Universitat
Després de la guerra, va assistir a la Universitat Northwestern, de la qual es va graduar el 1949. Allí va ser membre de la fraternitat Phi Delta Theta.
A la universitat, Hunter va aparèixer en dues produccions teatrals de la NU, incloent-hi "Years Ago" de Ruth Gordon (com a Captain Absolute). També va actuar amb la companyia d'estil estival NU Theatre a Eagles Mere, Pennsilvània, el 1947, apareixent a "Too Many Husbands", "The Late George Apley", "Payment Deferred", "The Merchant of Venice" i "Fata Morgana". Va fer treballs de ràdio amb el NU Radio Workshop i Radio Guild, i va treballar els estius amb el NBC Radio Institute a Chicago.
El primer paper cinematogràfic de Hunter va arribar el 1949. Mentre era a la NU, va ser un dels diversos estudiants que van ser escollits per a la versió de David Bradley de Julius Caesar (1950). La pel·lícula és més recordada avui dia per protagonitzar un jove Charlton Heston com a Marc Antoni.
Es va graduar a la NU el 26 d'agost de 1949 i després es va traslladar a la Universitat de Califòrnia a Los Angeles per obtenir el seu màster en ràdio. El 1950, va aparèixer en una producció universitària de Tots eren fills meus (en el paper de Chris) i va ser vist per caçatalents de la 20th Century Fox i la Paramount. La Paramount el va posar a prova fent dues escenes de "Totes eren fills meus" amb Ed Begley. Van quedar impressionats i li van oferir una opció; Darryl F. Zanuck de la Fox se'n va assabentar i li va oferir un contracte a llarg termini. El jove actor va acceptar i l'estudi va canviar el seu nom a "Jeffrey Hunter" l'1 de juny de 1950.

## 20th Century Fox
La Fox va començar amb Hunter en un petit paper a Fourteen Hours (1951), rodada a la ciutat de Nova York per al director Henry Hathaway; Debra Paget i ell eren dos joves que connecten mentre observen un home a punt de saltar d'una cornisa. Va tenir una escena de dos minuts a Call Me Mister (1951) i va ser un "Casanova del campus" en un drama de Jeanne Crain, Take Care of My Little Girl (1952), dirigit per Jean Negulesco.  Hunter va rebre un paper més important a la pel·lícula bèl·lica totalment masculina The Frogmen (1951) per al director Lewis Milestone, amb el suport de Richard Widmark i Dana Andrews;(p20) entre els seus companys de repartiment hi havia Robert Wagner, un altre jove actor amb contracte amb la Fox en aquell moment. Tots dos apareixerien junts en diverses pel·lícules i sovint eren rivals pel mateix paper.(p1)

### Protagonista principal
Frogmen, i el paper de Hunter, va rebre crítiques favorables i va passar a papers principals amb Red Skies of Montana (1952), que va ser la tercera en una pel·lícula sobre els bombers paracaigudistes amb Richard Widmark.(pp21–23) Va tenir un protagonista juvenil masculí més convencional a Belles on Their Toes (1953), una seqüela de Cheaper by the Dozen, que el va reunir amb Crain.(p25)
Marilyn Monroe va concedir més tard una entrevista on va parlar de l'atractiu de Hunter:
| « | Per a mi, Jeff és el cim de la joventut masculina americana. Doncs sembla que acabi de sortir d'un campus universitari. És extremadament guapo, però això no és el que m'impressiona. Té una mena de... bé, una mena de magnetisme que ho engloba tot. I és un anunci ambulant del matrimoni. No pots estar amb Jeff més de dos minuts sense adonar-te que es pren seriosament el matrimoni i que adora la seva dona i el seu fill. En parla constantment, i amb un orgull extrem... Segur que endevinaries, fins i tot sense saber-ho, que Jeff és el veritable tipus atlètic. Li agrada especialment esquiar, i se us acudeix algú que tindria millor aspecte baixant per una muntanya? | » |

Fox va donar a Hunter el seu primer paper protagonista a Lure of the Wilderness (1952), un remake de Swamp Water, dirigida per Negulesco i amb Jean Peters. Després de Dreamboat (1952), on Hunter va fer de suport a Clifton Webb i Ginger Rogers, li van donar el seu millor paper fins ara, el protagonista d'una pel·lícula de guerra, Sailor of the King (1953), basada en el llibre de C. S. Forester, Brown on Resolution. Tot i que finançada per Fox, era essencialment una pel·lícula britànica, amb talent britànic: Hunter va ser escollit com a canadenc per explicar el seu accent (el seu càsting va provocar algunes dificultats amb els sindicats cinematogràfics britànics).
Sailor of the King va ser un èxit menor, Filmink argumentant que Hunter "no tenia aquell factor X de grans estrelles, o fins i tot de segon nivell: a Hunter li faltava individualitat, una presència que obligava el públic a mirar-lo, i creiem que això és el que el frenaria com a estrella durant la resta de la seva carrera". Va seguir amb un western amb Mitzi Gaynor, Three Young Texans (1954). Princess of the Nile (1954) va ser un "Eastern" amb Debra Paget en el paper principal. Tampoc va tenir gaire èxit, i Hunter no va aconseguir convertir-se en una estrella de primer nivell. El paper principal a Prince Valiant, que s'havia esmentat per a ell, va ser donat a Robert Wagner. "Va ser una terrible decepció per a mi", va dir Hunter més tard. "No sabia què fer. Semblava que la meva carrera s'havia acabat. Estaven fent moltes pel·lícules al rodatge, però no em van agafar a cap d'elles i no entenia per què, sobretot tenint en compte que havia començat amb tanta sort."

### Calma en la carrera
Fox el va prestar, juntament amb Debra Paget, a Allied Artists per interpretar l'abolicionista Owen Brown a Seven Angry Men (1955), amb Raymond Massey com a protagonista.
Hunter va interpretar un cap indi al western White Feather (1955), essencialment fent de suport a Robert Wagner. Va ser un èxit moderat a taquilla. Hunter va dir després: "No tenia cap filmació programada immediatament... No semblava que passés res. No pensava a deixar el meu estudi; és important tenir un estudi important al darrere. Només estava inquiet i semblava que no passés res".
Amb un amic, Bill Hayes, va crear una productora, Hunter Enterprises. Van produir un documental, "The Living Swamp". Hunter també va començar a aparèixer regularment a la televisió, tenint un èxit particular en un episodi de "Climax!" que va fer amb Margaret O'Brien. De tornada a la Fox, va fer de secundari d'Anthony Quinn a Seven Cities of Gold (1955).
Va ser cedit a la United Artists juntament amb els seus companys contractats per la Fox, Wagner i Joanne Woodward, per a "Un petó abans de morir" (1956). Wagner va tenir el millor paper, com a assassí, mentre que Hunter va tenir el paper principal més convencional. (La pel·lícula va ser arxivada durant un any abans de ser estrenada.) Filmink va escriure: "L'especialitat de Hunter en aquell moment es podria descriure millor com 'un personatge sensat i amb principis que actua com a contrapunt a un protagonista neuròtic'". Un préstec per coprotagonitzar amb John Wayne els papers principals del western ara clàssic Centaures del desert (1956) va iniciar la primera de les tres pel·lícules que va fer amb el director John Ford, seguida de L'últim hurra (1958) i El sergent negre (1960).

### Centaures del desert

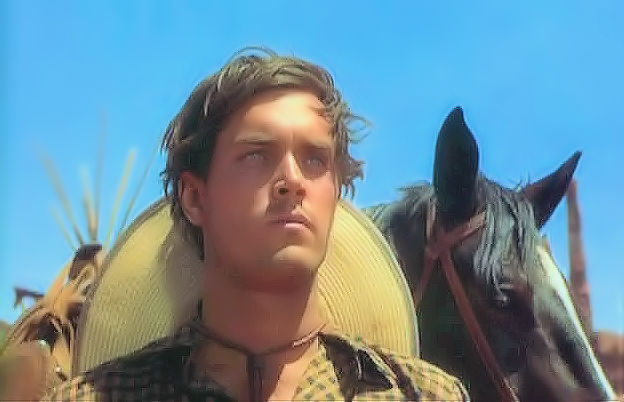
Hunter com a Martin Pawley a Centaures del desert

La carrera de Hunter es va revitalitzar quan va aconseguir pressionar John Ford perquè el triés com a segon protagonista a Centaures del desert (1956), donant suport a John Wayne. Filmink va argumentar: "Hi ha una raó per la qual els crítics no s'entusiasmen massa amb Jeffrey Hunter, però és una bona actuació, molt superior a les que van donar altres joves masculins que van donar suport a John Wayne a la pel·lícula de Ford".
Disney el va demanar prestat per interpretar William Allen Fuller a la pel·lícula d'acció de la Guerra Civil The Great Locomotive Chase (1956), al costat de Fess Parker. Irònicament, segons l'entrevista de Parker a l'Archive of American Television, Ford havia volgut originalment contractar Parker per al paper de Hunter a "Centaures del desert", però Disney es va negar a prestar-lo, cosa de la qual Parker no va sentir parlar fins anys més tard; Parker es va referir a aquesta oportunitat perduda com el seu major revés professional.
L'èxit de Centaures del desert i The Great Locomotive Chase va reavivar l'interès de Fox per Hunter i l'estudi el va tornar a contractar, alhora que li va donar el dret a fer una pel·lícula "externa" a l'any.
Va fer de secundari de Robert Ryan al western, Terra de violència (1956). Hunter va passar a Universal Studios i va fer de secundari d'una altra estrella més gran, Fred MacMurray, en un altre western, Gun for a Coward (1957), en un paper originalment destinat a James Dean. De tornada a la Fox, Hunter es va reunir amb Wagner com els germans James a L'autèntica història de Jesse James (1957), dirigida per Nicholas Ray (Hunter va interpretar Frank); va ser lleugerament popular, tot i que es va considerar una decepció de la crítica.
La Fox li va donar un paper principal a The Way to the Gold (1957), un altre western. Va ser una producció de baix pressupost, però va resultar rendible. Va ser un dels diversos protagonistes de la pel·lícula de Fox sobre els joves, No Down Payment (1957), que no va ser un gran èxit, però el primer treball del director Martin Ritt van rebre algunes elogis de la crítica. Fox va enviar Hunter a Gran Bretanya per ser una estrella americana en una pel·lícula de guerra britànica una vegada més: Count Five and Die (1957).

### Malaltia
L'octubre de 1957, Hunter va començar a rodar el seu paper a la pel·lícula de la Universal If I Should Die (més tard Appointment with a Shadow), però es va desplomar després del seu primer dia al plató i va ser substituït per George Nader. Va estar fora de la pantalla durant 14 mesos mentre estava malalt del que li van diagnosticar com a hepatitis.
John Ford el va escollir per a una altra pel·lícula, L'últim hurra (1958), protagonitzada per Spencer Tracy. Va fer un cameo com ell mateix al musical de Pat Boone a la Fox, Mardi Gras (1958).
Hunter va fer una pel·lícula de guerra, In Love and War (1958), coprotagonitzada amb diversos altres signants de la Fox com Wagner. Va resultar popular.
Hunter va formar una productora, Mexico Films, i va fer una pel·lícula a Mèxic, La ciudad sabrada. Va tenir dificultats per trobar una estrena.
John Ford el va utilitzar per tercera (i última) vegada com a protagonista al drama legal western El sergent negre (1960) protagonitzat per Woody Strode, i la pel·lícula no va ser un gran èxit.
Hunter va participar en un thriller urbà, Key Witness (1960), dirigida per Phil Karlson. Després de fer la pel·lícula, la Fox no va renovar el contracte amb Hunter.
El juny de 1959 va anunciar que faria The Golden Horde per a la seva pròpia empresa, Hunter Enterprises.

## Carrera després de Fox

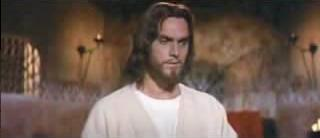
Hunter com a Jesús a Rei de reis

La següent pel·lícula de Hunter va ser amb Karlson; va interpretar Guy Gabaldon a la pel·lícula d'Allied Artists Hell to Eternity (1960), que va ser un èxit de taquilla. Gabaldon més tard va anomenar un dels seus fills Jeffrey Hunter Gabaldon.
Nicholas Ray va escollir Hunter per al paper de Jesucrist a l'èpica de 8 milions de dòlars Rei de reis (1961), produïda per Samuel Bronston. "Finalment m'he trencat les cadenes", va dir Hunter en aquell moment. Va dir a Louella Parsons: "Crist era fuster i tenia 33 anys, i jo en tinc 33, i suposo que les meves mesures físiques coincidien amb la descripció del Nou Testament. En el moment de la seva mort, era robust i no un home delicat".
Va ser un part difícil, rebuda per reaccions crítiques que van anar des de l'elogi fins a la burla a causa de l'aspecte juvenil i d'ídol de matinée de Hunter. Tanmateix, la pel·lícula va ser un èxit de taquilla i continua sent un dels papers més recordats de Hunter. Hunter va dir més tard: "Encara rebo una mitjana de 1.500 cartes al mes de persones que em van veure en aquella pel·lícula i comparteixen amb mi la bellesa i la inspiració que en vaig derivar. Hi ha algunes coses que no es poden mesurar en dòlars i cèntims i com pot algú posar preu, fins i tot el preu d'una carrera milionària, al paper del més gran Ésser que aquest món mortal ha conegut mai?"
Quan Hunter va tornar a Hollywood, va seleccionar deliberadament papers diferents, com ara el d'un assassí psicòpata en un episodi de Checkmate i el protagonista d'un thriller de robatoris Man-Trap (1961), dirigit per l'actor Edmond O'Brien.
A Universal, Hunter va protagonitzar No Man Is an Island (1962), la història de George Ray Tweed. Es va unir a un repartiment estel·lar a l'èpica de batalla de la Fox sobre la Segona Guerra Mundial The Longest Day. Hunter va proporcionar un moment heroic culminant interpretant un sergent que mor mentre lidera un intent reeixit de trencar el mur de defensa a la part superior d'Omaha Beach a Normandia.

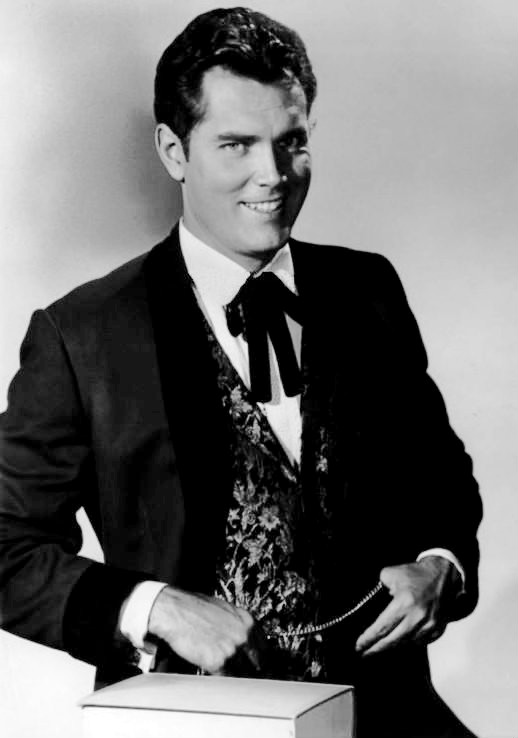
Hunter a Temple Houston (1963)

Va viatjar a Itàlia per rodar Oro per i Cesari (1963) dirigida per André de Toth. Estava a punt de coprotagonitzar amb Spencer Tracy i James Stewart a "The Long Flight" quan va rebre una oferta per aparèixer en un programa de televisió.
Després d'haver participat com a estrella convidada en drames de televisió des de mitjans dels anys cinquanta, el cap d'estudi de Warner Bros., Jack Warner, va oferir a Hunter un contracte de dos anys que incloïa un paper protagonista com a advocat de Texas Temple Lea Houston, el fill petit de Sam Houston, a la sèrie de la NBC Temple Houston (1963–1964), que la productora de Hunter va coproduir.
Temple Houston no va sobreviure més enllà de 26 setmanes, i el 1964, Hunter va acceptar el paper principal de Capità Christopher Pike a "La gàbia", el primer episodi pilot de Star Trek, completat a principis de 1965 (amb data de drets d'autor de 1964). Hunter va rebutjar aparèixer en un segon pilot de Star Trek sol·licitat per la NBC el 1965 per concentrar-se en papers cinematogràfics. Va dir a la premsa: "Em van demanar que ho fes, però si hagués acceptat, hauria estat ocupat molt més temps del que voldria. Tinc diverses coses preparant-me ara i haurien d'arribar a un punt crític en les properes setmanes. M'encanta fer pel·lícules i espero estar-hi tan ocupat com vull".
Més tard, el 1965, Hunter va filmar el pilot d'una altra sèrie de la NBC, el thriller d'espionatge Journey into Fear, que la cadena va rebutjar.

## Carrera posterior
Amb la desaparició del sistema de contractes d'estudi a principis dels anys seixanta i l'externalització de gran part de la producció de llargmetratges, Hunter, com molts altres homes importants dels anys cinquanta, va trobar feina en pel·lícules de sèrie B produïdes a Itàlia, Hong Kong i Mèxic, amb un paper ocasional com a convidat a la televisió a Hollywood.
Entre les seves pel·lícules hi havia el thriller de William Conrad Brainstorm (1965), el western Murieta (1965), la pel·lícula d'espies Dimension 5 (1965), la pel·lícula inèdita filmada a Hong Kong Strange Portrait (1966) i A Witch Without a Broom (1967), una comèdia de fantasia ambientada a Espanya. Va ser estrella convidada a Insight, Daniel Boone i The F.B.I.
Després d'un cameo a A Guide for the Married Man (1967), Hunter va assumir el paper principal en un western rodat a Espanya per a Sidney W. Pink, The Christmas Kid (1967). Hunter va aparèixer a La darrera aventura del general Custer (1968), també rodada a Espanya.
A Hollywood, Hunter va fer de suport a Bob Hope a Cervesa per a tots (1968). Va tornar a pel·lícules de baix pressupost com Joe... cercati un posto per morire! (1968), un spaghetti western, tot i que en el paper principal. Va aparèixer en pel·lícules italianes com Frau Wirtin hat auch einen Grafen (1968) i Cry Chicago (1969), i estava a punt de fer A Band of Brothers amb Vince Edwards quan aquest va morir.

## Vida personal
El primer matrimoni de Hunter, de 1950 a 1955, amb l'actriu Barbara Rush va tenir un fill, Christopher (nascut el 1952). De 1957 a 1967, Hunter va estar casada amb la model Dusty Bartlett. Va adoptar el seu fill, Steele, i la parella va tenir dos fills més, Todd i Scott. El febrer de 1969, només tres mesos abans de la seva mort, es va casar amb l'actriu Emily McLaughlin.
Hunter era Republicà.

## Mort
Mentre era a Espanya el novembre de 1968 per filmar Cry Chicago (¡Viva América!), una història sobre la Màfia de Chicago, Hunter va resultar ferit en una explosió al plató quan una finestra d'un cotxe a prop seu, que havia estat manipulada per explotar cap a fora, va explotar accidentalment cap a dins. Hunter va patir una greu commoció cerebral. Segons l'esposa de Hunter, Emily, va "entrar en xoc" al vol de tornada als Estats Units després del rodatge i "no podia parlar. Amb prou feines es podia moure". Després d'aterrar, Hunter va ser traslladat al Good Samaritan Hospital de Los Angeles, però els metges no van trobar cap lesió greu excepte una vèrtebra desplaçada i una commoció cerebral.
La tarda del 26 de maig de 1969, Hunter va patir una hemorràgia intracranial mentre baixava les escales de casa seva a Van Nuys, Califòrnia. Va caure i es va fracturar el crani. Va ser trobat inconscient i portat al Valley Presbyterian Hospital, on va ser operat del cervell. Va morir cap a les 9:30 del matí següent a l'edat de 42 anys.
El funeral de Hunter es va celebrar a l'església episcopal de Saint Mark a Van Nuys el 31 de maig. Va ser enterrat al Glen Haven Memorial Park de Sylmar.

## Honors
Per la seva contribució a la indústria televisiva, Hunter té una estrella al Passeig de la Fama de Hollywood al número 6918 de Hollywood Boulevard.

## Filmografia
| Any  | Títol                                  | Paper                              | Notes |
| ---- | -------------------------------------- | ---------------------------------- | --- |
| 1950 | Julius Caesar                          | Tercer plebeu                      | Sense acreditar |
| 1951 | Call Me Mister                         | El noi                             | Dos minuts. |
| 1951 | Fourteen Hours                         | Danny Klempner                     | Primera pel·lícula sota contracte amb Fox. També apareix Grace Kelly en un petit paper                                          |
| 1951 | The Frogmen                            | Pappy Creighton                    | Primer paper destacat. Primera pel·lícula amb Robert Wagner.                                                                    |
| 1951 | Take Care of My Little Girl            | Chad Carnes                        | |
| 1952 | Red Skies of Montana                   | Edward J. (Ed) Miller              | Títol alternatiu: Smoke Jumpers.                                                                                                |
| 1952 | Belles on Their Toes                   | Dr. Bob Grayson                    | |
| 1952 | Lure of the Wilderness                 | Ben Tyler                          | Primer paper protagonista. |
| 1952 | Dreamboat                              | Bill Ainslee                       | |
| 1953 | Sailor of the King                     | Signalman Andrew 'Canada' Brown    | Títols alternatius: C.S. Forester's Sailor of the King, Single-Handed.                                                          |
| 1954 | Three Young Texans                     | Johnny Colt                        | Primer western |
| 1954 | Princess of the Nile                   | Prince Haidi                       | |
| 1955 | White Feather                          | Little Dog                         | |
| 1955 | Seven Angry Men                        | Owen Brown                         | Títol alternatiu: God's Angry Man. Primera pel·lícula amb un altre estudi, Allied Artists.                                      |
| 1955 | Seven Cities of Gold                   | Matuwir                            | |
| 1955 | The Living Swamp                       | –                                  | Documental. Produït per Hunter                                                                                                  |
| 1956 | The Great Locomotive Chase             | William A. Fuller                  | Alternative title: Andrews' Raiders                                                                                             |
| 1956 | Un petó abans de morir                 | Gordon Grant                       | Filmat immediatament abans de Centaures del desert però estrenada després.                                                      |
| 1956 | Centaures del desert                   | Martin Pawley                      | |
| 1956 | Terra de violència                     | Thad Anderson                      | |
| 1957 | Gun for a Coward                       | Bless Keough                       | |
| 1957 | L'autèntica història de Jesse James    | Frank James                        | |
| 1957 | The Way to the Gold                    | Joe Mundy                          | |
| 1957 | No Down Payment                        | David Martin                       | |
| 1958 | Count Five and Die                     | Captain Bill Ranson                | Rodat al Regne Unit |
| 1958 | L'últim hurra                          | Adam Caulfield                     | Segona pel·lícula amb John Ford.                                                                                                |
| 1958 | In Love and War                        | Sgt. Nico Kantaylis                | Última pel·lícula sota contracte amb la Fox.                                                                                    |
| 1959 | La ciudad sagrada                      | –                                  | Acreditat com a productor; reeditat el 1964 com a The Mighty Jungle, combinat amb noves imatges africanes amb Marshall Thompson |
| 1960 | El sergent negre                       | Lt. Tom Cantrell                   | Última pel·lícula per John Ford.                                                                                                |
| 1960 | Hell to Eternity                       | Guy Gabaldon                       | |
| 1960 | Key Witness                            | Fred Morrow                        | |
| 1961 | Man-Trap                               | Matt Jameson                       | |
| 1961 | Rei de reis                            | Jesús                              | |
| 1962 | No Man Is an Island                    | George R. Tweed                    | |
| 1962 | The Longest Day                        | Sgt. (després Lt.) John H. Fuller  | Acreditat com a Jeff Hunter |
| 1963 | Oro per i Cesari                       | Llancer                            | Filmada a Itàlia |
| 1963 | The Man From Galveston                 | Timothy Higgins                    | Pilot de Temple Houston. |
| 1965 | Murieta                                | Joaquín Murrieta                   | Títol alternatiu: Joaquín Murrieta                                                                                              |
| 1965 | Onkel Toms Hütte                       |                                    | Veu, no acreditat |
| 1965 | Brainstorm                             | Jim Grayam                         | Acreditat com Jeff Hunter |
| 1966 | Dimension 5                            | Justin Power                       | |
| 1966 | Strange Portrait                       | Mark                               | Pel·lícula mai estrenada als cinemes.                                                                                           |
| 1967 | A Witch Without a Broom                | Garver Logan                       | Acreditat com a Jeff Hunter |
| 1967 | A Guide for the Married Man            | Assessor tècnic (Mountain Climber) | Cameo |
| 1967 | The Christmas Kid                      | Joe Novak                          | |
| 1967 | La darrera aventura del general Custer | Capt. Frederick Benteen            | |
| 1968 | Cervesa per a tots                     | Lt. (J.G.) Lyman P. Jones          | |
| 1968 | Joe... cercati un posto per morire!    | Joe Collins                        | |
| 1968 | Frau Wirtin hat auch einen Grafen      | Comte Enrico                       | |
| 1969 | Super Colt 38                          | Billy Hayes                        | |
| 1969 | ¡Viva América!                         | Frank Mannata                      | Títols alternatius: The Mafia Mob Cry Chicago (última pel·lícula)                                                               |

| Any       | Títol                                  | Paper                         | Notes                                                                                                |
| --------- | -------------------------------------- | ----------------------------- | --- |
| 1955–1957 | Climax!                                | Wesley Jerome Penn Phil Aubry | Episodi: "South of the Sun" Episodi: "Hurricane Diane"                                               |
| 1956      | The 20th Century Fox Hour              | Dick Cannock                  | Episodi: "The Empty Room"                                                                            |
| 1958      | Pursuit                                | Lt. Aaron Gibbs               | Episodi: "Kiss Me Again, Stranger"                                                                   |
| 1960      | Destiny, West!                         | John Charles Fremont          | TV movie                                                                                             |
| 1961      | Checkmate                              | Edward "Jocko" Townsend       | Segment: "Waiting For Jocko"                                                                         |
| 1962      | The Alfred Hitchcock Hour              | Harold                        | Episodi: "Don't Look Behind You"                                                                     |
| 1962      | Death Valley Days                      | Capt. Walter Reed, MD         | Episodi: "Suzie"                                                                                     |
| 1962      | Combat!                                | Sergeant Dane                 | Episodi: "Lost Sheep, Lost Shepherd"                                                                 |
| 1963–1964 | Temple Houston                         | Temple Houston                | 26 episodis Protagonista i productor executiu                                                        |
| 1963–1964 | Bob Hope Presents the Chrysler Theatre | Gabe Barry Stinson            | Episodi: "Seven Miles of Bad Road" Episodi: "Parties to the Crime"                                   |
| 1965      | Kraft Suspense Theatre                 | Fred Girard                   | Episodi: "The Trains of Silence"                                                                     |
| 1965–1967 | The F.B.I.                             | Francis Jerome Ralph Stuart   | Episodi: "The Monsters" Episodi: "The Enemies"                                                       |
| 1966      | Journey into Fear                      | Dr. Howard Graham             | Episodi: "Seller's Market"                                                                           |
| 1966      | The Legend of Jesse James              | Jeremy Thrallkill             | Episodi: " A Field of Wild Flowers"                                                                  |
| 1966      | Daniel Boone                           | Roark Logan                   | Episodi: "Requiem for Craw Green"                                                                    |
| 1966      | The Green Hornet                       | Emmet Crown                   | Episodi: "Freeway to Death"                                                                          |
| 1965–1966 | Star Trek                              | Capità Christopher Pike       | Episodi: "La gàbia" Estrenada pòstumament (1986) Episodi: "El zoo" Metratge incorporat de "La gàbia" |
| 1966      | Star Trek: The Original Series         | Captain Christopher Pike      | S1:E11-E12, "El zoo"                                                                                 |
| 1967      | The Monroes                            | Ed Stanley                    | Episodi: "Wild Bill"                                                                                 |
| 1967–1969 | Insight                                | James Smith Ken               | Episodi: "Madam" Episodi: "The Poker Game"                                                           |